# Alluaudomyia reyei
Alluaudomyia reyei är en tvåvingeart som beskrevs av Debenham 1971. Alluaudomyia reyei ingår i släktet Alluaudomyia och familjen svidknott. Inga underarter finns listade i Catalogue of Life.